# Yun Ju-tae
Yun Ju-tae (윤주태?; Yangsan, 22 giugno 1990) è un calciatore sudcoreano, attaccante del Mokpo.

## Palmarès

### Club

#### Competizioni nazionali
- Coppa della Corea del Sud: 1

Seoul: 2015
- Campionato sudcoreano: 1

Seoul: 2016